# 18782 Джоанро
18782 Джоанро (18782 Joanrho) — астероїд головного поясу, відкритий 10 травня 1999 року.
Тіссеранів параметр щодо Юпітера — 3,512.